# Pyrrhanthera
Pyrrhanthera là một chi thực vật có hoa trong họ Hòa thảo (Poaceae).

## Loài
Chi Pyrrhanthera gồm các loài: